# 限制 (數學)
在数学中，映射的限制 {\displaystyle f} 是一个新的映射，记作 {\displaystyle f\vert _{A}} 或者 {\displaystyle f{\upharpoonright _{A}}} ，它是通过为原来的映射 {\displaystyle f} 选择一个更小的定义域 {\displaystyle A} 来得到的。反过来，也称映射 {\displaystyle f} 是映射 {\displaystyle f\vert _{A}} 的扩张。

## 正式定义
设 {\displaystyle f:E\to F} 是一个集合 {\displaystyle E} 到集合 {\displaystyle F} 的映射。如果 {\displaystyle A} 是 {\displaystyle E} 的子集，那么称满足{\displaystyle \forall x\in A,\quad {f|}_{A}(x)=f(x)}的映射 {\displaystyle {f|}_{A}:A\to F} 是映射 {\displaystyle f} 在 {\displaystyle A} 上的限制。不正式地说， {\displaystyle {f|}_{A}} 是和 {\displaystyle f} 相同的映射，但只定义在 {\displaystyle A} 上。
如果将映射 {\displaystyle f} 看作一种在笛卡尔积 {\displaystyle E\times F} 上的关系 {\displaystyle (x,f(x))} ，然后 {\displaystyle f} 在 {\displaystyle A} 上的限制可以用它的图像来表示：
{\displaystyle G({f|}_{A})=\{(x,f(x))\in G(f):x\in A\}=G(f)\cap (A\times F),}
其中 {\displaystyle (x,f(x))} 表示图像 {\displaystyle G} 中的有序对。

## 扩张
映射 {\displaystyle F} 称为另一映射的 {\displaystyle f} 的扩张，当且仅当 {\displaystyle F{\big \vert }_{\operatorname {Dom} (f)}=f} 。也就是说同时满足下面两个条件：
1. 属于 {\displaystyle f} 之定义域的 {\displaystyle x} 必然也在 {\displaystyle F} 的定义域中，即 {\displaystyle \operatorname {Dom} (f)\subseteq \operatorname {Dom} (F)} ；
2. {\displaystyle f} 和 {\displaystyle F} 在它们共同的定义域上的行为相同，即{\displaystyle \forall x\in \operatorname {Dom} (f),\quad f(x)=F(x)} 。

### 具有特定性质的扩张
数学上经常需要将一个具有指定性质的映射的定义域扩大，并要求扩张后的结果仍具有该性质，但扩张后。如寻找一个线性映射 {\displaystyle f} 的扩张映射 {\displaystyle F} ，且 {\displaystyle F} 仍是线性的，这时说 {\displaystyle F} 是 {\displaystyle f} 的一个线性扩张，或者说；寻找一个连续映射 {\displaystyle f} 的扩张映射 {\displaystyle F} ，且 {\displaystyle F} 仍连续，则称为进行了连续扩张；诸如此类。
具有特定性质的扩张可能是唯一的，这时则不必给出扩张映射 {\displaystyle F} 的详细定义，如稠密子集到豪斯多夫空间的映射的连续扩张。

## 例子
1. 非单射函数 {\displaystyle f:\mathbb {R} \to \mathbb {R} :\ x\mapsto x^{2}} 在域{\displaystyle \mathbb {R} _{+}=[0,\infty )} 上的限制是{\displaystyle f:\mathbb {R} _{+}\to \mathbb {R} ,\ x\mapsto x^{2}} ，而这是一个单射。
2. 将Γ函数限制在正整数集上，并将变量平移 {\displaystyle 1} ，就得到阶乘函数： {\displaystyle {\Gamma |}_{\mathbb {Z} ^{+}}\!(n)=(n-1)!} 。

## 限制的性质
- 映射 {\displaystyle f:X\rightarrow Y} 在其整个定义域 {\displaystyle X} 上的限制即是原函数，即 {\displaystyle f|_{X}=f} 。
- 对一个映射在限制两次与限制一次效果相同，只要最终的定义域一样。也就是说，若 {\displaystyle A\subseteq B\subseteq \operatorname {Dom} (f)} ，则 {\displaystyle \left(f|_{B}\right)|_{A}=f|_{A}} 。
- 集合 {\displaystyle X} 上的恒等映射在集合 {\displaystyle A} 上的限制即是 {\displaystyle A} 到 {\displaystyle X} 的包含映射。[2]
- 连续函数的限制是连续的。[3] [4]

## 應用

### 反函數

定义域为 的函数 没有反函数。若考虑 到非负实数的限制，则它有一个反函数，称为平方根 。

若某函數存在反函數，其映射必為單射。若映射 {\displaystyle f} 非單射，可以限制其定義域以定義其一部分的反函數。如：
　　{\displaystyle f(x)=x^{2}}
因為 {\displaystyle x^{2}=(-x)^{2}}，故非單射。但若將定義域限制到 {\displaystyle x\geq {0}} 時該映射為單射，此時有反函數
　　{\displaystyle f^{-1}(y)={\sqrt {y}}}
（若限制定義域至 {\displaystyle x\leq {0}}，輸出 {\displaystyle y} 的負平方根的函數為反函數。）另外，若允許反函數為多值函数，則無需限制原函數的定義域。

### 粘接引理
點集拓撲學中的粘接引理聯繫了函數的連續性與限制函數的連續性。
設拓撲空間 {\displaystyle A} 的子集 {\displaystyle X,\ Y} 同時為開或閉，且滿足 {\displaystyle A=X\cup {Y}}，設 {\displaystyle B} 為拓撲空間。若映射 {\displaystyle f:A\to {B}} 到 {\displaystyle X} 及 {\displaystyle Y} 的限制都連續，則 {\displaystyle f} 也是連續的。
基於此結論，粘接在拓撲空間中的開或閉集合上定義的兩個連續函數，可以得到一個新的連續函數。

### 層
層將函數的限制推廣到其他物件的限制。
層論中，拓撲空間{\displaystyle X}的每個開集{\displaystyle U}，有另一個範疇中的物件{\displaystyle F(U)}與之對應，其中要求{\displaystyle F}滿足某些性質。最重要的性質是，若一個開集包含另一個開集，則對應的兩個物件之間有限制態射，即若{\displaystyle V\subseteq U}，則有態射{\displaystyle \mathrm {res} _{V,U}:F(U)\to F(V)}，且該些態射應仿照函數的限制，滿足下列條件：
1. 對{\displaystyle X}的每個開集{\displaystyle U}，限制態射{\displaystyle \mathrm {res} _{U,U}:F(U)\to F(U)}為{\displaystyle F(U)}上的恆等態射。
2. 若有三個開集{\displaystyle W\subseteq V\subseteq U}，則複合{\displaystyle \mathrm {res} _{W,V}\circ \mathrm {res} _{V,U}=\mathrm {res} _{W,U}}。
3. （局部性）若{\displaystyle (U_{i})}為某個開集{\displaystyle U}的開覆蓋，且{\displaystyle s,t\in F(U)}滿足：對所有{\displaystyle i}，{\displaystyle s\upharpoonright _{U_{i}}=t\upharpoonright _{U_{i}}}，則{\displaystyle s=t}。
4. （黏合) 若{\displaystyle (U_{i})}為某個開集{\displaystyle U}的開覆蓋，且對每個{\displaystyle i}，給定截面{\displaystyle s_{i}\in F(U_{i})}，使得對任意兩個{\displaystyle i,j}，都有{\displaystyle s_{i},s_{j}}在定義域重疊部分重合（即{\displaystyle s_{i}\upharpoonright _{U_{i}\cap U_{j}}=s_{j}\upharpoonright _{U_{i}\cap U_{j}}}），則存在截面{\displaystyle s\in F(U)}使得對所有{\displaystyle i}，{\displaystyle s\upharpoonright _{U_{i}}=s_{i}}。

所謂拓撲空間{\displaystyle X}上的層，就是該些物件{\displaystyle F(U)}和態射{\displaystyle \mathrm {res} _{V,U}}組成的整體{\displaystyle (F,\mathrm {res} )}。若僅滿足前兩項條件，則稱為預層。

## 引注
1. ↑  
Stoll, Robert.  2nd. San Francisco: W. H. Freeman and Company. 1974: [36]. ISBN 0-7167-0457-9.
2. ↑  Halmos, Paul. . Princeton, NJ: D. Van Nostrand. 1960. Reprinted by Springer-Verlag, New York, 1974. ISBN 0-387-90092-6 (Springer-Verlag edition). Reprinted by Martino Fine Books, 2011. ISBN 978-1-61427-131-4 (Paperback edition).
3. ↑  Munkres, James R.  2nd. Upper Saddle River: Prentice Hall. 2000. ISBN 0-13-181629-2.
4. ↑  Adams, Colin Conrad; Franzosa, Robert David. . Pearson Prentice Hall. 2008. ISBN 978-0-13-184869-6.